# Efendi
Efendi (turecky) znamená pán nebo mistr; oslovení je odvozeno z řečtiny.
Jedná se o titul osobám s vyšším vzděláním (princům, ulemům, kněžím, šeichům a dalším). Dále úředníkům pokud už nejsou titulováni jinak a výjimečně i některým vojákům.
Nižším titulem je aga. Imám efendi znamená můj pane!